# Габбасов, Энгельс Габбасович
Энгельс Габбасович Габбасов (17 января 1937 — 11 июля 2014) — казахский писатель, общественный деятель. Заслуженный деятель Казахстана (2001).

## Биография
В 1957 г. окончил Уральский педагогический институт им. Пушкина по специальности «учитель русского языка и литературы»; в 1966 г. — ВПШ по специальности «журналист», в 1976 г. — аспирантуру Академии общественных наук при ЦК КПСС по направлению «критик-литературовед».
Кандидат филологических наук, тема диссертации: «Художественная концепция личности в современном историко-революционном романе» (1976).
Учитель; заведующий отделом областной библиотеки (1957—1961)
Инструктор, заведующий домом политпросвещения Уральского обкома партии (1966—1973)
Руководитель лекторской группы обкома партии (1976—1986)
Находился на творческой работе (1986—1988)
Ректор университета марксизма-ленинизма при обкоме партии (1988—1991)
Референт, заведующий отделом Уральского (Западно-Казахстанского) областного совета (1991—1993)
Заведующий отделом Западно-Казахстанской областной администрации (1993—1994)
Находился на творческой работе (с 12.1999)

## Партийная и общественная работа
Член КПСС до 1991 года.
Заместитель заведующего отделом, Секретарь Уральского обкома ЛКСМК (1951—1964);
Член Комитета Верховного Совета Республики Казахстан по культуре, печати, СМИ и общественным объединениям (1994—1995);
Депутат Верховного Совета Республики Казахстан 13-го созыва (по государственному списку от Западно-Казахстанской области);
Депутат Сената Парламента Республики Казахстан, член Комитета по международным делам, обороне и безопасности (01.1996-12.1999);
22.10.1998 выдвинул свою кандидатуру на пост Президента Республики Казахстан. 30.11.1998 зарегистрирован Центральной избирательной комиссией Республики Казахстан в качестве кандидата. На состоявшихся 10.01.1999 президентских выборах получил 55.708 голосов избирателей (0,76 %), заняв четвёртое место среди четырёх кандидатов.
Секретарь Малой ассамблеи народов Казахстана Западно-Казахстанской области (1995—1996);
Кандидат в депутаты Сената Парламента Республики Казахстан от Западно-Казахстанской области (1999)
Член партии «Народное единство Казахстана». В 1995—1996 годах — Председатель Западно-Казахстанского обкома партии «Народное единство Казахстана».

## Творчество
Член Союза писателей Казахстана. Автор десяти сборников повестей и рассказов.
- «Свободная лошадь для джигита» (1969);
- «Одно дерево на всю степь» (1976);
- «В то лето и эту зиму» (1980, 1988);
- «Зеленый лист на снегу» (1982);
- «Маленький мальчик и двое мужчин» (1983);
- «История любви» (1984);
- «Нет непредвиденных преград» (1989).